# Made in Japan (Дийп Форест)
Made in Japan e единственият официално издаден концертен албум на френското ню ейдж дуо Дийп Форест и е издаден през 1999 г. от Sony Music Франция.
Записът е осъществен на 9 септември 1998 по време на турнето на Дийп Форест в Япония. Освен Мишел Санчез и Ерик Муке в турнето участват и още 9 музиканти, сред които 6 инструменталисти и 3 певици. Целият запис залага на множество импровизации, на което се дължи и различното звучене на изпълнените песни спрямо студийните записи. По време на изпълненията гласовете на трите певици се смесват с предварително записани от дуото семпли. На концерта са изпълнени песни и от трите студийни албума на групата излезли дотогава.

## Песни
1. „Ekue Ekue“ 5:20
2. „Green And Blue“ 6:00
3. „Deep Weather“ 6:16
4. „Tres Marias“ 6:22 (бонус песен за японското издание)
5. „Bohemian Ballet“ 6:16
6. „Deep Folk Song“ 2:26
7. „Freedom Cry“ 4:04
8. „Cafe Europa“ 5:48
9. „Forest Power“ 6:06
10. „Hunting“ 6:37
11. „Forest Hymn“ 5:22
12. „Sweet Lullaby“ 6:20
13. „White Whisper“ 5:06 (бонус песен за японското издание)
14. „Madazulu“ 5:01